# Псыш (река)
Псыш (абаз. Псыш, кабард.-черк. Псищ, карач.-балк. Псыш) — река в России, протекает по Карачаево-Черкесии. Один из истоков реки Большой Зеленчук. Берёт начало с ледника Нарт, находящегося на массиве горы Пшиш. Устье у слияния с рекой Кизгыч. Длина реки — около 24 км.

## Этимология
Название реки происходит, по мнению Твёрдого, от адыг. псиш — «трёхречье» или «три реки», по числу основных истоков Большого Зеленчука — рек Псыш, Архыз и Кизгыч. По мнению Хапаева С. А., название происходит от абаз. псыз — «рыба», а по мнению Ионовой С. Х. — от адыг. псы — формант для обозначения реки и элемента абх. ш в значении «белый» — «белая (чистая) вода».

## Топографические карты
- Лист карты K-37-23-3-2.